# De wilde vaart
De wilde vaart (ondertitel: Een paranormale detectivegeschiedenis) is een hoorspelserie van Jan de Vries. De NCRV zond ze uit vanaf donderdag 11 mei 1967. De regisseur was Frans Somers.

## Delen
- Deel 1: Een brief uit Port-Said (duur: 22 minuten)
- Deel 2: IJsbrand wacht een warm onthaal (duur: 20 minuten)
- Deel 3: IJsbrand drukt zijn snor (duur: 22 minuten)
- Deel 4: De zaak lijkt rond (duur: 21 minuten)
- Deel 5: De graaf van Monte Carlo (duur: 18 minuten)

## Rolbezetting
- Tonny Foletta (IJsbrand Bakker)
- Nel Snel (zijn vrouw Mien)
- Han König (Koos Lodder)
- Hans Karsenbarg (Hein Haverlach)
- Cees van Ooyen (mr. Kastelijns)
- Wam Heskes (directeur Van Linschoten)
- Coen Pronk (Bremer)
- Dries Krijn (duiker, croupier, Roenoempi & stem)
- Hans Veerman (Spoelstra)
- Joke Hagelen (secretaresse & vrouwenstem)
- Jan Verkoren (Guichelaar)
- Jan Borkus (kapitein Baay)
- Trudy Libosan (stewardess)
- Martin Simonis (receptionist)

## Inhoud
In deze amusante detectiveserie steekt de auteur gezellig de draak met de dodelijke situaties van “echte” detectives. Zijn Wilde vaart is ook iets anders dan we gewoonlijk onder de term verstaan en slaat meer op de ongeregeldheden die een paar bemanningsleden van een passagiersschip bedrijven. Het paranormale van zijn serie heeft meer te maken met het niet-normale van de gang van zaken. Na ons aldus bij voorbaat in het rijk van de fantasie te hebben binnengeleid, brengt hij ons in contact met het echtpaar Bakker, dat in alle eer en deugd een sigarenwinkeltje drijft. Het ongewone van dit echtpaar nu zit in de speurderskwaliteiten die het in zijn vrije tijd weet te ontplooien. Dat deze capaciteiten boven het gewone uitstijgen, wordt bewezen door het feit dat een grote scheepvaartmaatschappij een beroep doet op de man in verband met oplichterspraktijken die door bemanningsleden worden uitgeoefend. Maar wat zou de amateurdetective Bakker zijn zonder zijn gewiekste echtgenote, die een aardig mondje over de grens spreekt en over een gezond stel hersens beschikt? En wat zou het echtpaar zijn als het niet telkens weer een beroep kon doen op een verwenste schoonmoeder, die dan toch maar goed genoeg is om de zaken in het winkeltje waar te nemen zolang het spoorzoekende en nimmer falende echtpaar tussen Nederland en Zuid-Afrika op en neer vliegt?